# Nuoto ai campionati europei di nuoto 2014 - 200 metri dorso femminili
La gara dei 200 metri dorso femminili degli Europei 2014 si è svolta il 18-19 agosto. Le qualifiche per la semifinale si sono svolte la mattina del 18 agosto 2014, mentre la semifinale si è svolta la sera dello stesso giorno. La finale, invece, si è svolta la sera del 19 agosto 2014.

## Medaglie
| Posizione | Atleta             | Paese       |
| --------- | ------------------ | ----------- |
| Oro       | Duane Da Rocha     | Spagna      |
| Argento   | Elizabeth Simmonds | Regno Unito |
| Bronzo    | Daria Ustinova     | Russia      |

## Record
Prima della manifestazione il record del mondo (RM), il record europeo (EU) e il record dei campionati (RC) erano i seguenti.
| Record mondiale       | 2'04"06 | Missy Franklin Stati Uniti   | 28 luglio 2012 Londra, Regno Unito |
| Record europeo        | 2'04"94 | Anastasia Zuyeva Russia      | 1º agosto 2009 Roma, Italia        |
| Record dei campionati | 2'06"62 | Krisztina Egerszegi Ungheria | 22 agosto 1991 Atene, Grecia       |

Durante la competizione non sono stati migliorati record.

## Risultati

### Batterie
| Pos. | Batteria | Corsia | Atleta                  | Nazionalità | Tempo   | Note |
| ---- | -------- | ------ | ----------------------- | ----------- | ------- | ---- |
| 1    | 2        | 5      | Jenny Mensing           | Germania    | 2'10"33 | Q    |
| 2    | 2        | 6      | Duane Da Rocha          | Spagna      | 2'10"34 | Q    |
| 3    | 2        | 3      | Lisa Graf               | Germania    | 2'10"75 | Q    |
| 4    | 3        | 5      | Katinka Hosszú          | Ungheria    | 2'11"09 | Q    |
| 5    | 1        | 6      | Melani Costa            | Spagna      | 2'11"63 | Q    |
| 6    | 1        | 3      | Carlotta Zofkova        | Italia      | 2'11"74 | Q    |
| 7    | 1        | 5      | Simona Baumrtová        | Rep. Ceca   | 2'11"88 | Q    |
| 8    | 1        | 4      | Elizabeth Simmonds      | Regno Unito | 2'12"32 | Q    |
| 9    | 3        | 6      | Sonnele Öztürk          | Germania    | 2'13"15 |      |
| 10   | 3        | 4      | Daria Ustinova          | Russia      | 2'13"93 | Q    |
| 11   | 3        | 3      | Alicja Tchórz           | Polonia     | 2'14"51 | Q    |
| 12   | 2        | 4      | Daryna Zevina           | Ucraina     | 2'14"79 | Q    |
| 13   | 3        | 2      | Joerdis Steinegger      | Austria     | 2'15"14 | Q    |
| 14   | 2        | 2      | Klaudia Nazieblo        | Polonia     | 2'15"69 | Q    |
| 15   | 1        | 7      | Matea Samardžić         | Croazia     | 2'15"80 | Q    |
| 16   | 2        | 7      | Ida Lindborg            | Svezia      | 2'16"23 | Q    |
| 17   | 1        | 2      | Ekaterina Tomashevskaya | Russia      | 2'16"30 | Q    |
| 18   | 3        | 7      | Sarah Bro               | Danimarca   | 2'16"76 |      |
| 19   | 2        | 8      | Věra Kopřivová          | Rep. Ceca   | 2'17"67 |      |
| 20   | 2        | 1      | Martina van Berkel      | Svizzera    | 2'17"90 |      |
| 21   | 3        | 1      | Justine Ress            | Francia     | 2'17"91 |      |
| 22   | 1        | 1      | Camille Gheorghiu       | Francia     | 2'18"78 |      |
| 23   | 3        | 8      | Karin Tomecková         | Slovacchia  | 2'19"04 |      |
| 24   | 3        | 0      | Aliaksandra Kavaleva    | Bielorussia | 2'22"75 |      |
| 25   | 1        | 8      | Andrea Basaraba         | Serbia      | 2'23"13 |      |

### Semifinali

#### Semifinali 1
| Pos. | Corsia | Atleta                  | Nazionalità | Tempo   | Note |
| ---- | ------ | ----------------------- | ----------- | ------- | ---- |
| 1    | 4      | Duane Da Rocha          | Spagna      | 2'09"13 | Q    |
| 2    | 6      | Elizabeth Simmonds      | Regno Unito | 2'09"71 | Q    |
| 3    | 3      | Carlotta Zofkova        | Italia      | 2'12"06 | Q    |
| 4    | 2      | Alicja Tchórz           | Polonia     | 2'13"29 |      |
| 5    | 8      | Ekaterina Tomashevskaya | Russia      | 2'14"27 |      |
| 6    | 7      | Joerdis Steinegger      | Austria     | 2'16"10 |      |
| 7    | 1      | Matea Samardžić         | Croazia     | 2'16"26 |      |
| 8    | 5      | Katinka Hosszú          | Ungheria    | 2'20"04 |      |

#### Semifinali 2
| Pos. | Corsia | Atleta           | Nazionalità | Tempo   | Note |
| ---- | ------ | ---------------- | ----------- | ------- | ---- |
| 1    | 6      | Simona Baumrtová | Rep. Ceca   | 2'10"22 | Q    |
| 2    | 4      | Jenny Mensing    | Germania    | 2'10"26 | Q    |
| 3    | 5      | Lisa Graf        | Germania    | 2'10"29 | Q    |
| 4    | 3      | Melani Costa     | Spagna      | 2'10"83 | Q    |
| 5    | 2      | Daria Ustinova   | Russia      | 2'11"40 | Q    |
| 6    | 7      | Daryna Zevina    | Ucraina     | 2'13"58 |      |
| 7    | 8      | Ida Lindborg     | Svezia      | 2'15"03 |      |
| 8    | 1      | Klaudia Nazieblo | Polonia     | 2'15"98 |      |

### Finale
| Pos. | Corsia | Atleta             | Nazionalità | Tempo   | Note |
| ---- | ------ | ------------------ | ----------- | ------- | ---- |
|      | 4      | Duane Da Rocha     | Spagna      | 2'09"37 |      |
|      | 5      | Elizabeth Simmonds | Regno Unito | 2'09"66 |      |
|      | 1      | Daria Ustinova     | Russia      | 2'09"79 |      |
| 4    | 2      | Lisa Graf          | Germania    | 2'10"64 |      |
| 5    | 3      | Simona Baumrtová   | Rep. Ceca   | 2'10"99 |      |
| 6    | 7      | Melani Costa       | Spagna      | 2'11"15 |      |
| 7    | 6      | Jenny Mensing      | Germania    | 2'11"77 |      |
| 8    | 8      | Carlotta Zofkova   | Italia      | 2'13"49 |      |